# 布朗氏综合征
布朗氏综合征（Brown's syndrome）是一種罕見的斜视症狀，患部眼睛無法看較高的地方。布朗氏综合征可能是先天性障碍，也可能是後天的。布朗氏综合征是因為上斜肌無法正常動作，因此眼睛無法看較高的地方，尤其是往內側看時格外明顯。哈羅德·W·布朗在1950年首次描述此疾病，一開始命名為上斜肌腱鞘綜合徵（superior oblique tendon sheath syndrome）

## 呈現方式
布朗氏综合征的簡單定義是：「A simple definition of the syndrome is "limited elevation in adduction from mechanical causes around the superior oblique」。此定義表示當臉面對正前方時，因為眼睛周圍肌肉及韌帶的問題，使得眼睛的運動受限。
哈羅德·W·布朗有列出此综合征的特點：
- 當臉面對正前方時，眼睛無法看較高的地方
- 眼睛會直視前方
- 有症狀眼睛在內收時，眼皮會變寬
- 頭會向後傾斜（補償性抬高下巴以避免複視）
- 眼睛在內收時，無法往上看

## 病因
依照布朗氏综合征對眼睛運動的限制情形，以及對眼睛其他功能的影響，可以將布朗氏综合征分為二類：
- 先天的布朗氏综合征，是短腱鞘以外的結構異常所造成，不過滑車區域周圍可能存在其他纖維粘連。
- 後天的布朗氏综合征，可能是因為受傷，手術，鼻竇炎或是類風濕性關節炎造成的上斜肌腱鞘發炎。眼窩骨折（英语：Orbital fracture）限制眼窩組織的方式可能會和布朗氏综合征類似。間歇性的垂直回縮症候群可能會和click有關，會出現在限制情形解除時。

## 外部連結
- Animation （页面存档备份，存于） at mrcophth.com